# تراتالیاس
تراتالیاس (به ایتالیایی: Tratalias) یک کومونه در ایتالیا است که در استان کاربونیا-ایگلسیاس واقع شده‌است.

## خصوصیات
تراتالیاس ۳۱٫۰ کیلومترمربع مساحت و ۱٬۱۰۲ نفر جمعیت دارد و ۱۷ متر بالاتر از سطح دریا واقع شده‌است.